# Oron (Svizzera)
Oron (toponimo francese; in tedesco Orung, desueto) è un comune svizzero di 5 423 abitanti del Canton Vaud, nel distretto di Lavaux-Oron.

## Storia
Il comune di Oron era stato soppresso nel 1803 con la sua divisione nei nuovi comuni di Oron-la-Ville e Oron-le-Châtel ed è stato ricostituito nel 2012 con la fusione dei comuni soppressi di Bussigny-sur-Oron, Châtillens, Chesalles-sur-Oron, Ecoteaux, Les Tavernes, Les Thioleyres, Oron-la-Ville, Oron-le-Châtel, Palézieux e Vuibroye; capoluogo comunale è Palézieux.

### Simboli
Il leone è tratto dallo stemma dell'antica Tenuta di Palézieux, gli smalti sono quelli di Oron-la-Ville (di rosso, al crescente volto d'oro), capoluogo del nuovo comune. I dieci biglietti rappresentano i comuni che unendosi han costituito Oron.

## Geografia antropica

### Frazioni
- Bussigny-sur-Oron[4]
- Châtillens[5]
- Chesalles-sur-Oron[6]
- Ecoteaux[7]
- Les Tavernes[8]
  - Au Raffort
  - Haut Crêt
  - La Dause
  - Le Saley
  - Les Carboles
- Les Thioleyres[9]
- Oron-la-Ville[1]
- Oron-le-Châtel[10]
- Palézieux[11]
  - Palézieux-Gare
  - Palézieux-Village
- Vuibroye[12]
  - Crépillau

## Infrastrutture e trasporti

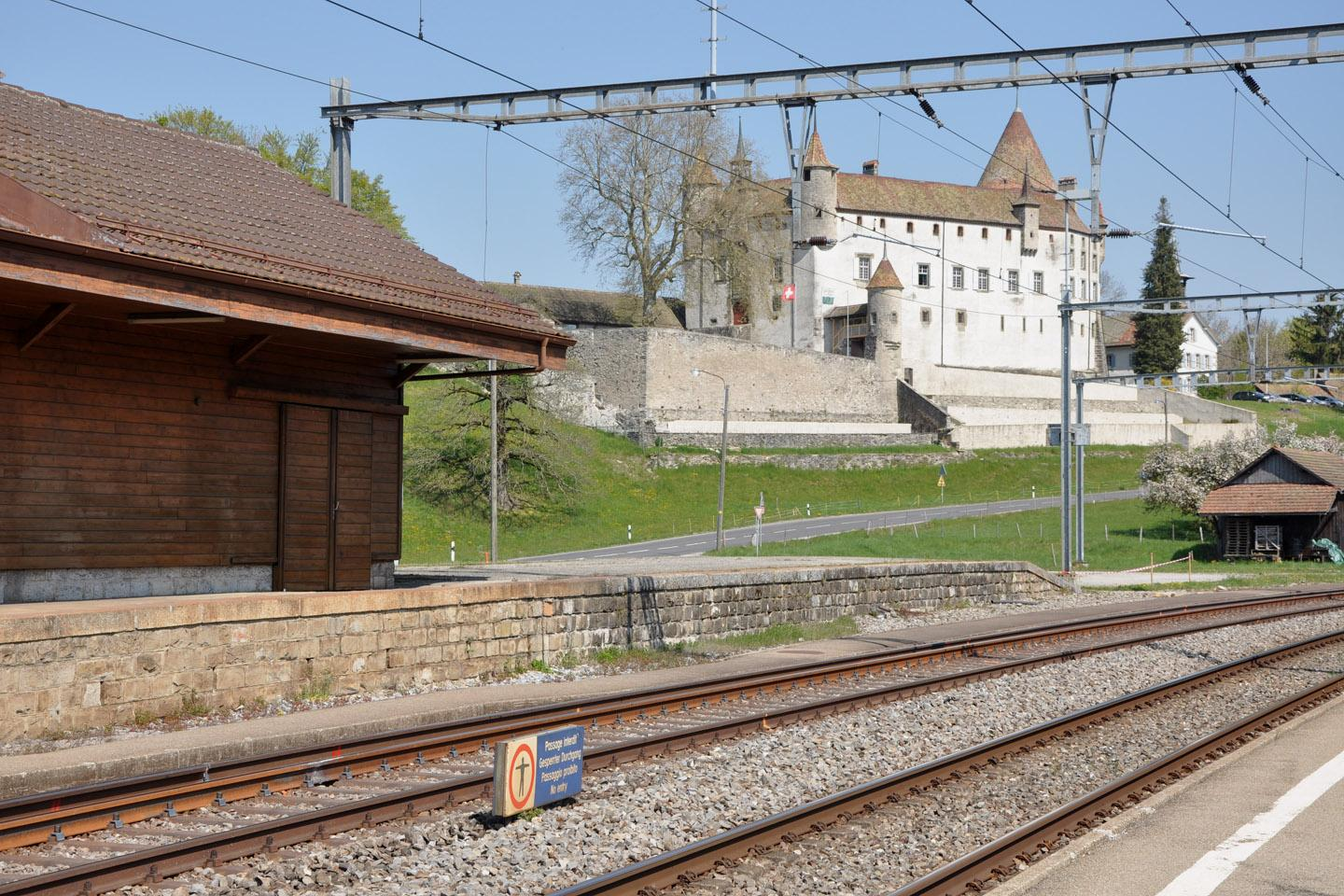
La stazione di Oron

Oron è servito dall'omonima stazione (a Oron-le-Châtel), sulla ferrovia Losanna-Berna, da quella di Châtillens, sulla ferrovia Palézieux-Payerne (linea S8 della rete celere del Vaud), da quella di Palézieux (a Palézieux-Gare), capolinea delle ferrovie Allaman-Losanna-Palézieux, Grandson-Losanna-Palézieux e Palézieux-Payerne (linee S4, S5 e S8 della rete celere del Vaud; è attraversata anche dalla lina S9 Losanna-Palézieux-Payerne-Avenches-Morat-Kerzers), e da quella di Palézieux-Village, capolinea della ferrovia Palézieux-Lyss.